# Геодинамика
Геодина́мика — раздел геологии, изучающий природу глубинных сил и процессов, возникающих в результате планетарной эволюции Земли и обуславливающих движение вещества внутри планеты.
Геодинамика является синтезирующей дисциплиной. Она использует данные геологии, геохимии и геофизики, а также широко применяет математическое и физическое моделирование глубинных процессов. Современная геодинамика это наука, получающая количественные оценки сил действующих в недрах Земли.

## История
Геодинамика и её составляющая тектоника как научная дисциплина появилась в 1920-е годы и сформировалась в 1980-е годы.
Среди геодинамических дисциплин основной задачей региональной исторической геодинамики является объемная реконструкция картины распределения и эволюции вещественных комплексов и сил, существовавших и действовавших в земной коре и верхней мантии региона в прошедшие геологические эпохи.
Учёные внёсшие вклад в развитие геодинамики:
- Орлов, Александр Яковлевич (1880—1954) — один из основателей геодинамики.
- Парийский, Николай Николаевич (1900—1996) — исследователь движения и деформаций земной коры, приливов и нутации Земли.
- Кузьмин, Михаил Иванович (род. 1938) — внёс значительный вклад в развитие нового направления в геологической науке — Химическая геодинамика[1].

## Научные направления
Основные направления:
- Тектоника (плейт-тектоника, плюм-тектоника)

Другие направления
- Геодинамическая минералогия
- Инженерная геодинамика
- Морская геодинамика
- Химическая геодинамика